# Friedrich Richard Rudolf Schlechter
Friedrich Richard Rudolf Schlechter (Berlijn, 16 oktober 1872 - 15 november 1925) was een Duits botanicus, conservator van het Botanischen Museum Berlin en orchideeënspecialist.

## Levensloop
Schlechter studeerde aan het Friedrich Wilhelm Gymnasium in Berlijn.
Na zijn studies vindt hij werk bij de botanische tuin van de Humboldt-Universiteit Berlijn. In november 1891 maakt hij zijn eerste reis naar Kaapstad in Zuid-Afrika. Na een tijdelijke aanstelling als inspecteur bij het ministerie van landbouw, wordt hij tuinman van Henry Mathew Arderne (1834-1914) en vervolgens assistent bij de botanicus Harry Bolus (1834-1911), die hem met de zorg om zijn herbarium en bibliotheek belast. In opdracht van Bolus maakt Schlechter meerdere verzamelexpedities naar Zuid-Afrika, waardoor hij de plaatselijk flora goed leert kennen. Tijdens die periode maakt hij ook kennis met Hermann Wilhelm Rudolf Marloth (1855-1931) en Peter MacOwan (1830-1909).
Dankzij die opgedane kennis, en met bemiddeling van de botanicus Otto Warburg (1859-1938), wordt hij door de semi-officiële organisatie het Deutsche Kolonialgesellschaft naar de Duitse kolonies gezonden om daar onderzoek te doen naar rubberbomen. Die missie, die in totaal veertien jaar zal duren, brengt hem naar Oost-Afrika (Kameroen) (1899-1900), Maleisië en Nieuw-Guinea (1900-1903), opnieuw naar Kameroen in 1905 en vervolgens terug naar Maleisië en Nieuw-Guinea in 1906-1910.
Later maakt hij nog verzamelreizen naar Zuid-Afrika, Mozambique, Indonesië, opnieuw naar Nieuw-Guinea, naar Nieuw-Caledonië, Zuid- en Midden-Amerika en Australië. Op al die reizen verzamelt en beschrijft hij voortdurend nieuwe planten en legt hij een enorm herbarium aan.
In 1913 wordt hij aangesteld als assistent in het Botanischen Museum in Berlijn, waaraan hij zijn herbarium overmaakt. In 1922, na de Eerste Wereldoorlog, wordt hij ten slotte aangesteld als conservator.
In 1925 overlijdt hij in Berlijn aan de gevolgen van de verschillende tropische ziektes, die hij op zijn reizen opliep.
Zijn ondertussen uiterst rijk gevuld herbarium wordt in 1945 grotendeels vernietigd door de bombardementen op Berlijn, alhoewel er ook delen van te vinden zijn in buitenlandse herbaria als dat van Parijs, Kew, Genève en Harvard.
Verder is hij de auteur van verscheidene werken over orchideeën. Op zijn reizen heeft hij ongeveer 1000 nieuwe soorten orchideeën gevonden en beschreven.

## Eponiemen
Verschillende andere botanici hebben taxa naar Schlechter vernoemd:
- De geslachten Schlechteria Bolus (kruisbloemigen), Schlechterina Harms (Passifloraceae) en Schlechterosciadium Wolff, deze laatste later opgenomen in het geslacht Chamarea (schermbloemigen)
- Meer dan 400 soorten planten zijn naar hem vernoemd, waaronder Acacia schlechteri Harms, Erica schlechteri Bol., Habenaria schlechteri Kränzl. en Satyrium schlechteri Rolfe